# Коловодник болотяний

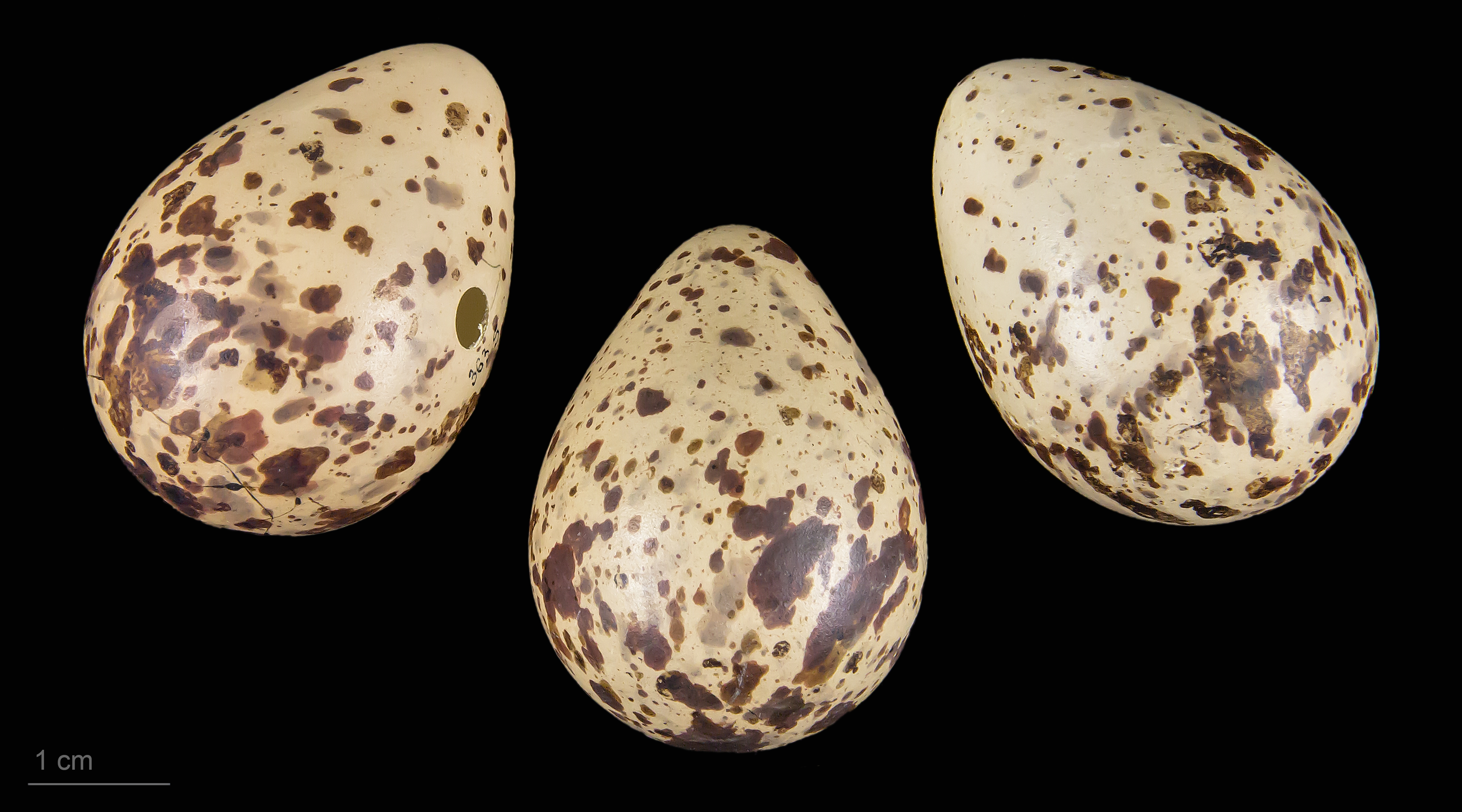
яйце Tringa glareola - Тулузький музей

Коловодник болотяний (Tringa glareola) — один з видів коловодників родини баранцевих, раніше рід відносили до сивкових. В Україні пролітний вид, спостерігалися випадки гніздування

## Морфологічні ознаки
Кулик середнього розміру. Маса тіла 50-80 г, довжина тіла 19-21 см, розмах крил 36-40 см. Дорослий птах зверху бурувато-сірий, з білими рисками на голові та шиї, а також з білими і чорними плямами на спині та крилах; надхвістя і низ тулуба білі; на волі і боках тулуба темпі смужки і цятки; спід крил буруватий; махові пера бурі; на білому хвості багато вузьких темно-бурих поперечних смуг; дзьоб бурий, на кінці темний: ноги жовтувато-зелені, в польоті трохи виступають за хвостом. Молодий птах подібний до дорослого, але загальний тон оперення верху буріший.
Від лісового коловодника відрізняється світлим, буруватим сподом крил, значною кількістю вузьких темних смуг на хвості і меншим контрастом між забарвленням спини і надхвістя.

## Біологія
Гніздиться коловодник болотяний на землі у тундрі, лісотундрі, іноді у лісовій зоні від гірської Шотландії, Північнії Європи, в Азії аж до Командорських та Алеутських островів. Іноді може будувати гнізда у дуплах, покинутих іншими птахами. На зиму відлітає до Африки, Індії, Південно-Східної Азії, зустрічається також у Австралії. У кладці зазвичай 3-4 яйця, які висиджує самць та самка поперемінно 22-23 дня.
В Україні під час міграцій трапляється скрізь; на гніздуванні зареєстрований в Західному Поліссі.
Живляться на мілководдях та у вологому намулі переважно комахами та червами, а також дрібними молюсками.

## Галерея

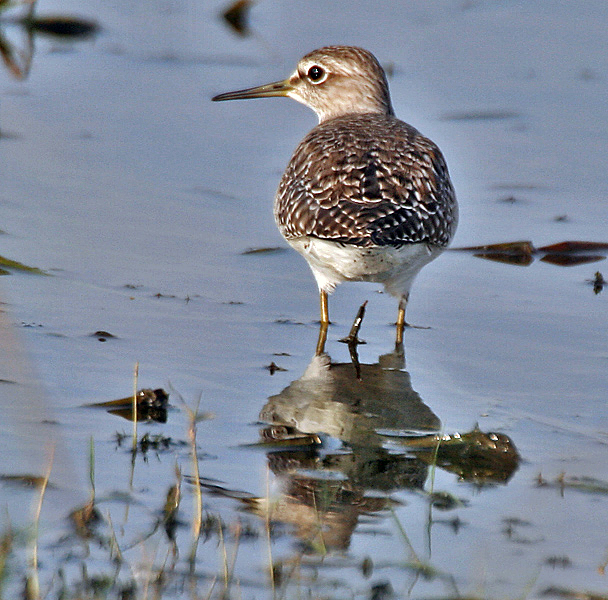
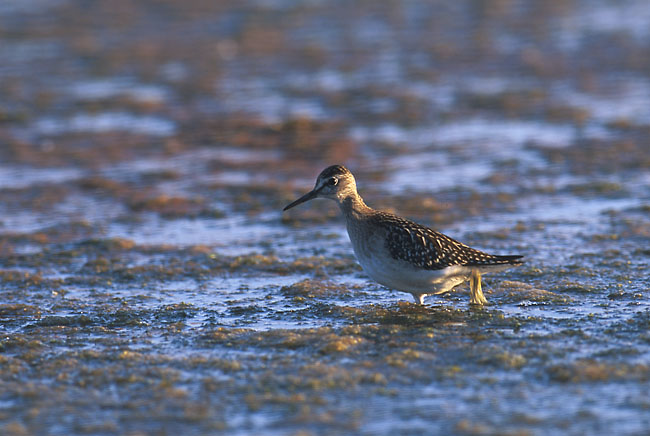
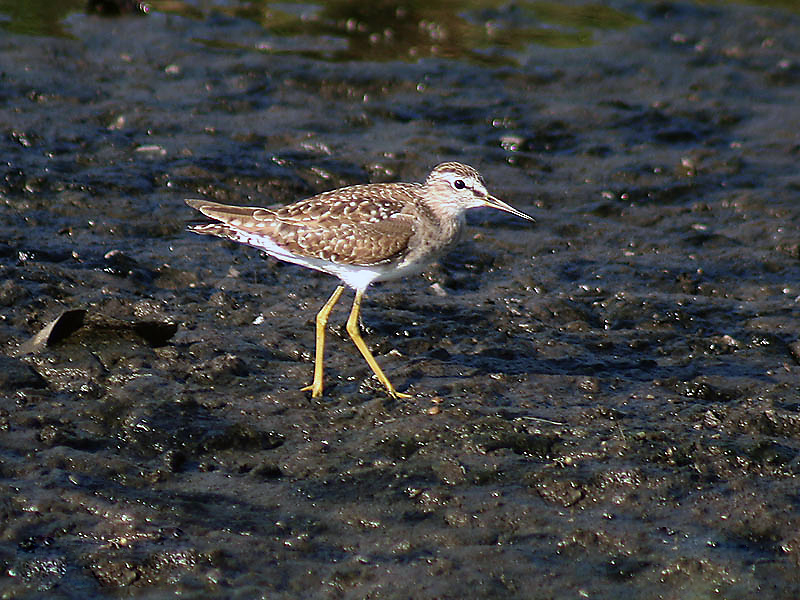
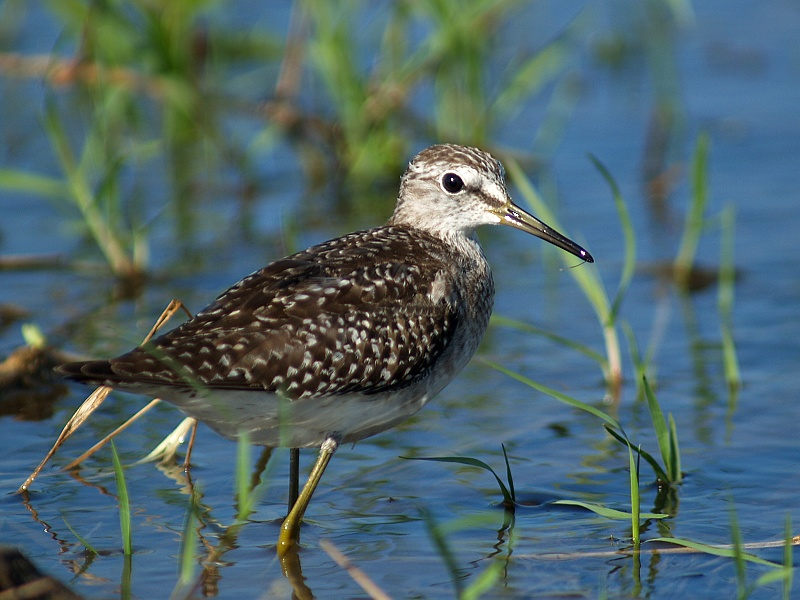

- Tringa glareola